# Парижский шницель
Парижский шницель (нем. Pariser Schnitzel) — разновидность шницеля, традиционное мясное блюдо венской кухни. Предположительно назван в честь Всемирной выставки 1889 года, проходившей в Париже, но не известен во французской столице.
Парижский шницель готовят из телятины, хорошо отбивают, но затем, в отличие от классического венского, панируют только в муке и взбитом яйце, без сухарей. В отличие от немецких вариантов шницеля, подаётся без соуса и по венской традиции с кружком или ломтиком лимона, иногда картофельным салатом.